# Eleocharis rostellata
Eleocharis rostellata är en halvgräsart som först beskrevs av John Torrey, och fick sitt nu gällande namn av John Torrey. Eleocharis rostellata ingår i släktet småsäv, och familjen halvgräs. Inga underarter finns listade i Catalogue of Life.

## Bildgalleri

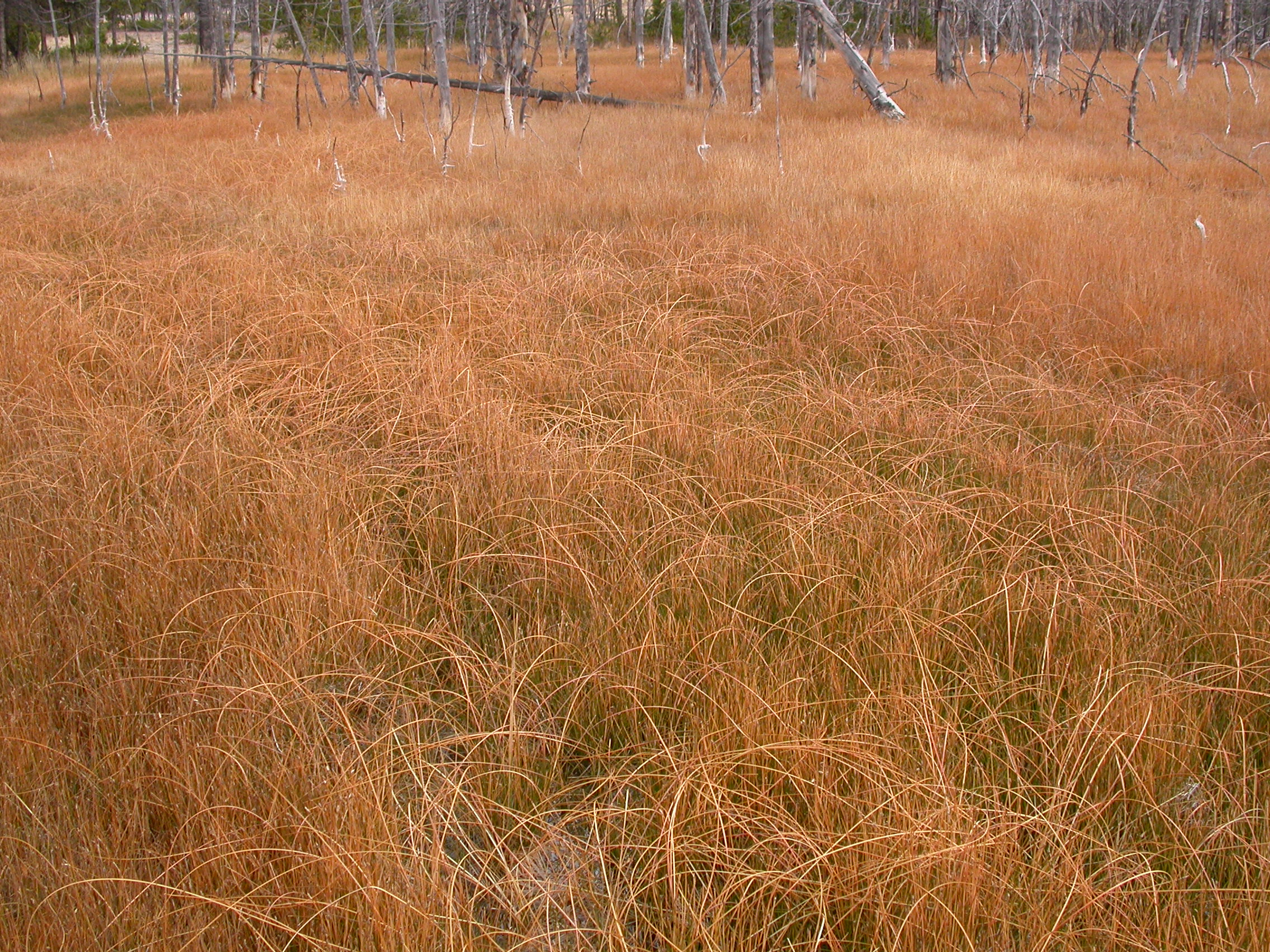
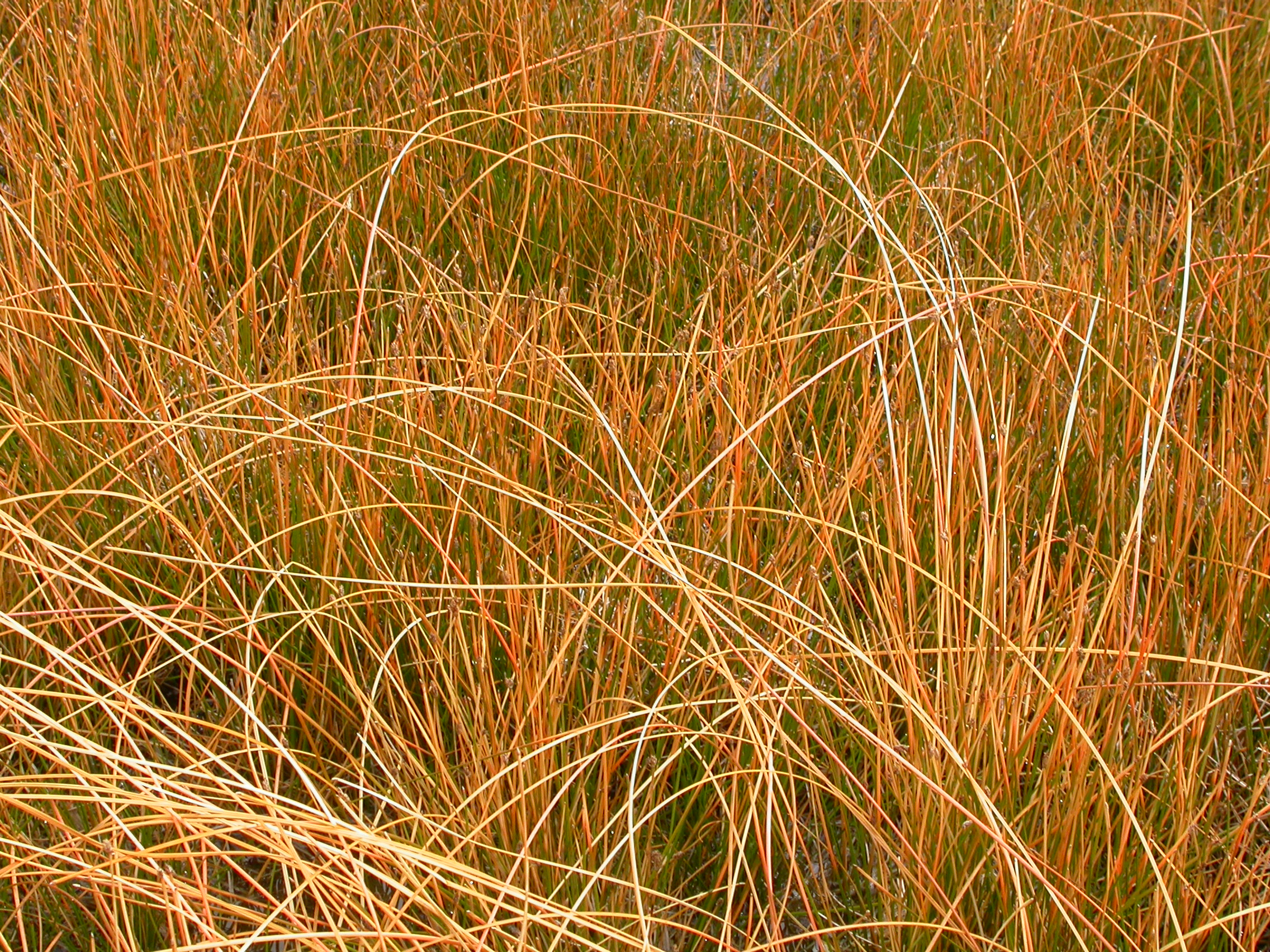